# Ronielson da Silva Barbosa
Ronielson da Silva Barbosa (11 de mayo de 1995), más conocido como Rony, es un futbolista brasileño que juega como delantero en Atlético Mineiro de Brasil.
Jugó para clubes como el Remo, Cruzeiro, Náutico, Albirex Niigata y Atlético Paranaense. Con este último obtuvo la Copa Sudamericana 2018.

## Trayectoria

### Clubes
| Club                | País   | Año           |
| ------------------- | ------ | ------------- |
| Remo                | Brasil | 2014-2015     |
| Cruzeiro E. C.      | Brasil | 2015-2016     |
| Náutico             | Brasil | 2016-2017     |
| Albirex Niigata     | Japón  | 2017-2018     |
| Atlético Paranaense | Brasil | 2018-2019     |
| S. E. Palmeiras     | Brasil | 2019-2025     |
| Atlético Mineiro    | Brasil | 2025-presente |

### Estadísticas
Fuentes:.
| Club                          | Temporada         | Campeonato Estatal | Campeonato Estatal | Campeonato Estatal | Copa Nacional(1) | Copa Nacional(1) | Copa Nacional(1) | Competiciones Internacionales(2) | Competiciones Internacionales(2) | Competiciones Internacionales(2) | Otros torneos(3) | Otros torneos(3) | Otros torneos(3) | Total | Total | Total  |
| Club                          | Temporada         | Part.              | Goles              | Asist.             | Part.            | Goles            | Asist.           | Part.                            | Goles                            | Asist.                           | Part.            | Goles            | Asist.           | Part. | Goles | Asist. |
| ----------------------------- | ----------------- | ------------------ | ------------------ | ------------------ | ---------------- | ---------------- | ---------------- | -------------------------------- | -------------------------------- | -------------------------------- | ---------------- | ---------------- | ---------------- | ----- | ----- | ------ |
| Remo · Brasil                 | 2014              | 10                 | 3                  | 0                  | —                | —                | —                | —                                | —                                | —                                | —                | —                | —                | 10    | 3     | 0      |
| Remo · Brasil                 | 2015              | —                  | —                  | —                  | 2                | 0                | 0                | —                                | —                                | —                                | 9                | 2                | 0                | 11    | 2     | 0      |
| Remo · Brasil                 | Total             | 10                 | 3                  | 0                  | 2                | 0                | 0                | —                                | —                                | —                                | 9                | 2                | 0                | 21    | 5     | 0      |
| Naútico · Brasil              | 2016              | 35                 | 11                 | 5                  | 2                | 0                | 0                | —                                | —                                | —                                | 14               | 3                | 0                | 51    | 14    | 5      |
| Naútico · Brasil              | Total             | 35                 | 11                 | 5                  | 2                | 0                | 0                | —                                | —                                | —                                | 14               | 3                | 0                | 51    | 14    | 5      |
| Albirex Niigata Japón         | 2017              | 32                 | 7                  | 4                  | 2                | 1                | 0                | —                                | —                                | —                                | —                | —                | —                | 34    | 8     | 4      |
| Albirex Niigata Japón         | Total             | 32                 | 7                  | 4                  | 2                | 1                | 0                | —                                | —                                | —                                | —                | —                | —                | 34    | 8     | 4      |
| Athletico Paranaense · Brasil | 2018              | 15                 | 3                  | 1                  | —                | —                | —                | 8                                | 1                                | 0                                | —                | —                | —                | 23    | 4     | 1      |
| Athletico Paranaense · Brasil | 2019              | 30                 | 6                  | 8                  | 8                | 2                | 1                | 8                                | 0                                | 1                                | 3                | 1                | 1                | 49    | 9     | 11     |
| Athletico Paranaense · Brasil | 2020              | —                  | —                  | —                  | —                | —                | —                | —                                | —                                | —                                | 1                | 0                | 0                | 1     | 0     | 0      |
| Athletico Paranaense · Brasil | Total             | 45                 | 9                  | 9                  | 8                | 2                | 1                | 16                               | 1                                | 1                                | 4                | 1                | 1                | 73    | 13    | 12     |
| Palmeiras · Brasil            | 2020              | 23                 | 5                  | 1                  | 7                | 1                | 1                | 11                               | 5                                | 8                                | 9                | 0                | 0                | 52    | 11    | 10     |
| Palmeiras · Brasil            | 2021              | 25                 | 4                  | 1                  | 2                | 0                | 0                | 10                               | 6                                | 1                                | 11               | 2                | 1                | 48    | 12    | 3      |
| Palmeiras · Brasil            | 2022              | 33                 | 12                 | 2                  | 3                | 0                | 0                | 10                               | 7                                | 1                                | 17               | 4                | 2                | 61    | 23    | 5      |
| Palmeiras · Brasil            | 2023              | 30                 | 5                  | 0                  | 4                | 0                | 0                | 10                               | 3                                | 4                                | 15               | 6                | 3                | 59    | 14    | 7      |
| Palmeiras · Brasil            | 2024              | 10                 | 2                  | 1                  | 2                | 1                | 0                | 6                                | 1                                | 2                                | 16               | 3                | 0                | 34    | 7     | 3      |
| Palmeiras · Brasil            | Total             | 121                | 28                 | 5                  | 12               | 2                | 1                | 47                               | 22                               | 16                               | 68               | 15               | 5                | 254   | 67    | 28     |
| Total na carreira             | Total na carreira | 243                | 58                 | 23                 | 26               | 5                | 2                | 63                               | 23                               | 17                               | 95               | 21               | 6                | 433   | 107   | 49     |

- (1) Incluye partidos de la Copa de Brasil, Copa del Emperador y Copa J. League
- (2) Incluye partidos por la Copa Sudamericana y Copa Libertadores
- (3) Incluye partidos del Campeonato Pernambucano, Campeonato Paranaense, Campeonato Paulista, Recopa Sudamericana, Copa Suruga Bank, Supercopa de Brasil y Copa Mundial de Clubes de la FIFA

## Palmarés

### Campeonatos regionales
| Título                | Club                 | Región       | Año  |
| --------------------- | -------------------- | ------------ | ---- |
| Campeonato Paraense   | Remo                 | Pará         | 2014 |
| Campeonato Paraense   | Remo                 | Pará         | 2015 |
| Campeonato Paranaense | Athletico Paranaense | Paraná       | 2019 |
| Campeonato Paulista   | S. E. Palmeiras      | São Paulo    | 2020 |
| Campeonato Paulista   | S. E. Palmeiras      | São Paulo    | 2022 |
| Campeonato Paulista   | S. E. Palmeiras      | São Paulo    | 2023 |
| Campeonato Paulista   | S. E. Palmeiras      | São Paulo    | 2024 |
| Campeonato Mineiro    | Atlético Mineiro     | Minas Gerais | 2025 |

### Campeonatos nacionales
| Título              | Club                 | País   | Año  |
| ------------------- | -------------------- | ------ | ---- |
| Copa de Brasil      | Athletico Paranaense | Brasil | 2019 |
| Copa de Brasil      | S. E. Palmeiras      | Brasil | 2020 |
| Serie A             | S. E. Palmeiras      | Brasil | 2022 |
| Supercopa de Brasil | S. E. Palmeiras      | Brasil | 2023 |
| Serie A             | S. E. Palmeiras      | Brasil | 2023 |

### Campeonatos internacionales
| Título                       | Club                 | Sede           | Año  |
| ---------------------------- | -------------------- | -------------- | ---- |
| Copa Sudamericana            | Athletico Paranaense | Curitiba       | 2018 |
| Copa Suruga Bank             | Athletico Paranaense | Hiratsuka      | 2019 |
| Copa Libertadores de América | S. E. Palmeiras      | Río de Janeiro | 2020 |
| Copa Libertadores de América | S. E. Palmeiras      | Montevideo     | 2021 |
| Recopa Sudamericana          | S. E. Palmeiras      | São Paulo      | 2022 |

### Distinciones individuales
| Distinción                                               | Año  |
| -------------------------------------------------------- | ---- |
| Máximo asistidor de la Copa Libertadores (9 asistencias) | 2020 |
| Equipo Ideal de América                                  | 2020 |
| Parte del Equipo Ideal de la Copa Libertadores           | 2021 |